# Lo Calvari (València d'Àneu)
Lo Calvari és una muntanya de 1.562,3 metres que es troba en el terme municipal d'Alt Àneu, a la comarca del Pallars Sobirà. Antigament marcava la separació entre els antics termes de Son i València d'Àneu.
És al sud-oest de València d'Àneu i a ponent d'Esterri d'Àneu, a l'extrem de llevant de la carena del Tossal de la Cabana dels Caçadors i de la serra de Castell Renau.